# Хвалково (Ґостинський повіт)
Хвалково (пол. Chwałkowo) — село в Польщі, у гміні Кробя Гостинського повіту Великопольського воєводства.
Населення — 631 особа (2011).
У 1975-1998 роках село належало до Лешненського воєводства.

## Демографія
Демографічна структура станом на 31 березня 2011 року:
|          | Загалом | Допрацездатний вік | Працездатний вік | Постпрацездатний вік |
| -------- | ------- | ------------------ | ---------------- | -------------------- |
| Чоловіки | 294     | 60                 | 201              | 33                   |
| Жінки    | 337     | 55                 | 226              | 56                   |
| Разом    | 631     | 115                | 427              | 89                   |